# Египетска бодлокожа мишка
Египетските (каирски) бодлокожи мишки (Acomys cahirinus) са вид дребни бозайници от семейство Мишкови (Muridae).

## Разпространение
Обитават каменисти пустинни и полупустинни области в Северна Африка. В рамките на ареала си видът е често срещан, като добре съжителства с хора и често живее в градини и финикови насаждения, а понякога и в сгради. Видът има меланистична форма, живееща почти изключително в съжителство в хора, главно в Египет.

## Хранене
Активни са през нощта и се хранят със семена, растения, охлюви, насекоми.